# Бунденбах
Бунденбах (нім. Bundenbach) — громада в Німеччині, розташована в землі Рейнланд-Пфальц. Входить до складу району Біркенфельд. Складова частина об'єднання громад Раунен.
Площа — 7,70 км2. Населення становить 835 ос. (станом на 31 грудня 2020).